# Henrika

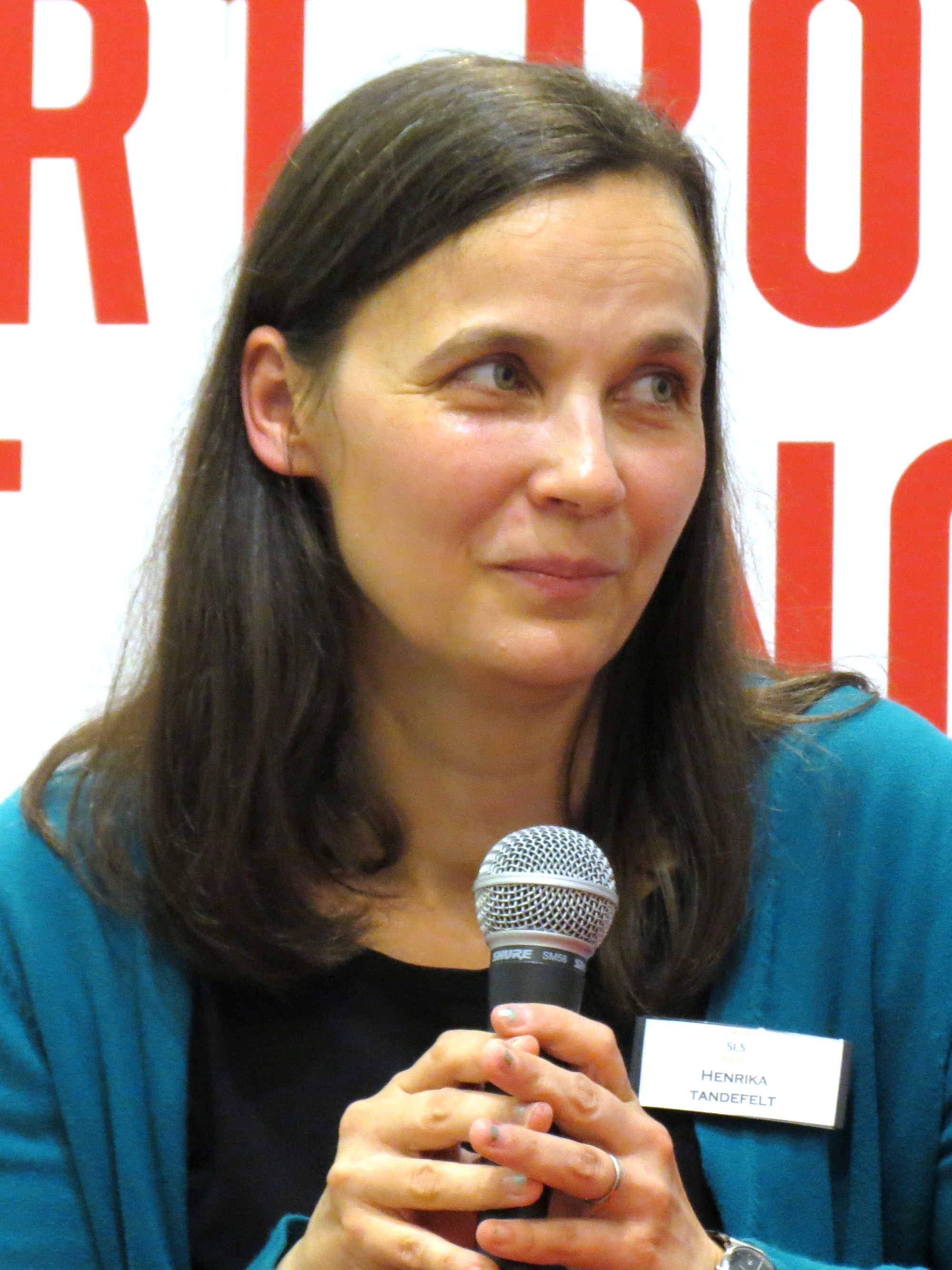
Henrika Tandefelt, 2014.

Henrika eller Henrica är femininformen av Henrik. Det är ett forntyskt namn som är bildat av orden heim (hem) och rik (härskare). Det äldsta belägget i Sverige är från år 1676.
Den 31 december 2014 fanns det totalt 434 kvinnor folkbokförda i Sverige med namnet Henrika eller Henrica, varav 77 bar det som tilltalsnamn.
Namnsdag: 22 augusti (sedan 2001, 1986-1992 19 januari). I den finlandssvenska namnsdagslängden har Henrika namnsdag 19 januari sedan 1929, då en egen namnsdagskalender togs i bruk för finlandssvenskar, med en paus 1950–1972.

## Personer med namnet Henrika
- Henrika Juliana von Liewen, svensk friherrinna och hovdam
- Henrika Ringbom, finlandssvensk författare och journalist
- Henrika Tandefelt, finlandssvensk historiker
- Henrika Widmark, svensk författare

## Varianter[5]
- Enrica (italienska)
- Harriet, Henrietta (engelska)
- Heike (tyska, frisiska, holländska)
- Heinrike (tyska)
- Heintje, Hendrika, Hendrikje (holländska)
- Henna, Henriikka (finska)
- Henriette (franska)
- Henryka (polska)